# Per Olov Jansson
Pour les articles homonymes, voir Jansson.
Per Olov Jansson (Helsinki, 20 avril 1920 - Vantaa, 7 février 2019) est un photographe finlandais.